# LSM-60

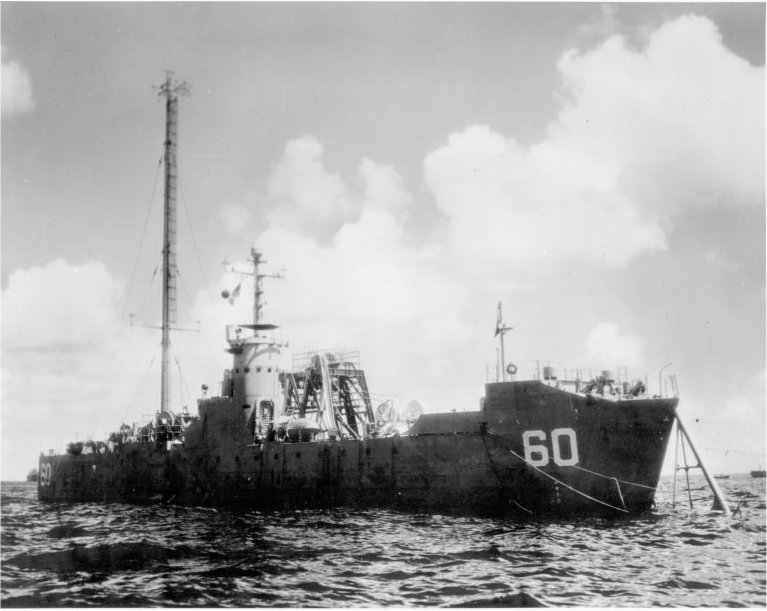
核実験に向けた改造後の艦影

LSM-60 (USS LSM-60) とは、第二次世界大戦期にアメリカ海軍が運用していた揚陸艦。中型揚陸艦 (LSM) の一隻で、LSM-1級中型揚陸艦に分類される。この船はクロスロード作戦のベイカー実験で原子爆弾を海中に吊り下げることに利用され、史上初めて核兵器を展開した艦船となった。

## 第二次世界大戦
LSM-60は1944年7月7日に起工され、7月29日に進水した 。
8月25日にアメリカ海軍予備役大尉の William W. Doar を艦長に迎えに就役した。その後LSM-60は硫黄島の戦いに参加し、従軍星章を1つ受章した。

## クロスロード作戦

クロスロード作戦ベイカー実験の空撮写真。LSM-60はこの爆発によって破壊された。

1946年、アメリカ合衆国は、艦船に対する核爆発の効果を測定する最初の核実験クロスロード作戦を行った。この中で2回目の核爆発に当たるベイカー (BAKER) 実験では、水中の核爆発が水上艦や潜水艦にもたらす影響を調べることを意図していた。
LSM-60は爆弾を海中へ吊るす任務に向け改造された。貨物デッキに船体を貫通する縦穴が設けられ、核爆弾を海中に降ろすためのデリックと、起爆信号を受信するアンテナも設置された。1946年7月25日、マーシャル諸島ビキニ環礁で核爆弾を収めた水密ケースがLSM-60から90フィート（約30メートル）の水深に吊り下げられた。この爆弾は「ファットマン」型として知られる Mk.3A 核爆弾で、"Helen of Bikini" という愛称が付けられていた。現地時刻の8時35分、爆弾は起爆され、LSM-60と他の8つの標的艦を破壊した 。現場にいた水兵は「識別可能なLSM-60の破片は全く存在しなかった」と証言している一方、実験に参加したイギリスの海軍造船官はほかの標的艦の甲板上に3インチ（約8cm）四方サイズのLSM-60の破片があったと報告している。